# Ragnar Berwald
Franz Ragnar Berwald, född 18 juli 1882 i Tyska S:ta Gertruds församling, Stockholm, död 2 december 1977 i Danderyds församling i Stockholms län, var en svensk ingenjör.

## Biografi
Ragnar Berwald var son till Hjalmar Berwald. Han utexaminerades från Kungliga Tekniska högskolan i Stockholm 1904, blev filosofie licentiat vid Uppsala universitet 1910 och filosofie doktor vid Stockholms högskola 1917. Han var docent 1931–1954, lärare i matematik vid lantmäteriundervisning 1915–1932, vid Artilleri- och ingenjörhögskolan 1932–1942, vid Kungliga Tekniska högskolan 1932–1955 och SMHI 1944–1956. Han var inspektor för Stockholms tekniska institut från 1945. Han tilldelades Polhemspriset 1921 tillsammans med Bo Hellström för bidrag till beräkningar av vissa betongkonstruktioner.

## Refersner